# Tonna pennata
Tonna pennata is een slakkensoort uit de familie van de Tonnidae. De wetenschappelijke naam van de soort is voor het eerst geldig gepubliceerd in 1853 door Mörch.